# لاسلطوية تركيبية

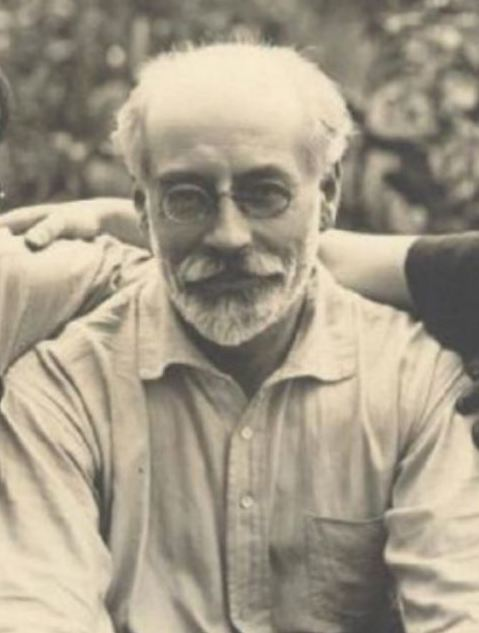
سينيا فليشين - فولين - مولي ستيمر

اللاسلطوية التركيبية، لاسلطوية التركيبيين، اتحادات التركيب أو التركيبية هي شكل من أشكال المنظمات اللاسلطوية التي تسعى إلى تحقيق حالة من التعددية بين المشاركين فيها، والتي تحاول جمع اللاسلطويين من مختلف الاتجاهات تحت مبادئ اللاسلطوية الخالية من الألقاب. وُجد هذا الشكل في عشرينيات القرن العشرين عندما جَمَع أنصار اللاسلطوية المتمثلين في اللاسلطوية الشيوعية وفولين وسيباستيان فور اللاسلطويين من ثلاثة توجهات مختلفة متمثلة في اللاسلطوية الفردية والشيوعية اللاسلطوية والنقابية اللاسلطوية. هذا ما يُعتبر المبدأ الرئيسي وراء الاتحادات اللاسلطوية التي تجتمع حول التنسيقية الدولية للاتحادات اللاسلطوية العالمية المعاصرة.

## نبذة تاريخية

### مناظرات بين مدارس الفكر اللاسلطوية واللاسلطوية الخالية من الألقاب
يُعتبر فرناندو تاريدا ديل مارمول ذو الأصل الكوبي وريكاردو ميلا المسؤولَين عن استحداث تعبير «اللاسلطوية الخالية من الألقاب»، وواجهوا المشاكل نتيجة المناقشات المريرة بين التكافليين والفرديين واللاسلطويين الشيوعيين في الثمانينيات من القرن التاسع عشر. حاولوا باستخدامهم لعبارة «اللاسلطوية الخالية من الألقاب»، إظهار المزيد من التسامح بين الاتجاهات اللاسلطوية وتوضيح فكرة ابتعاد اللاسلطويين عن فرض أي خطط اقتصادية مسبقة على أي شخص حتى من الناحية النظرية. يميل أتباع اللاسلطوية الخالية من الألقاب إمّا إلى رفض جميع النماذج الاقتصادية اللاسلطوية الخاصة باعتبارها خاطئة، أو اتّخاذ موقف تعددي عبر تقبلها جميعًا إلى درجة محدودة ليتمكنوا جميعًا من إبقاء حالة من الرقابة على بعضهم البعض. بغض النظر، تُعتبر التفضيلات الاقتصادية لهؤلاء اللاسلطويين، ذات «أهمية ثانوية» بالنسبة لهدفهم المتمثل في إلغاء كافة أشكال السلطة القسرية، مع اعتبار التجربة الحرّة بمثابة القاعدة الوحيدة للمجتمع الحرّ.
سرعان ما انتشر هذا الصراع خارج إسبانيا ووجد النقاش طريقه إلى صفحات جريدة التمرد (لا ريبيليون) في باريس. شجع هذا العديد من اللاسلطويين على تأييد حجج إريكو مالاتيستا بأنه «من غير الصحيح بالنسبة لنا، على أقل تقدير، الوقوع في نزاع حول مجرّد فرضيات». اتفق معظم اللاسلطويين مع مرور الوقت (على استخدام كلمات ماكس نيتلو)، إذ قال: «لا يمكننا التنبؤ بالتطور الاقتصادي في المستقبل» وهكذا بدأوا في التركيز على ما لديهم من قواسم مشتركة، بدلاً من اختلاف الرؤى حول كيفية قيام مجتمع حر. مع تقدّم الوقت، رأى معظم الشيوعيين اللاسلطويين أن تجاهل الحركة العمالية يؤكد عدم وصول أفكارهم إلى الطبقة العاملة بينما أكّد معظم النقابيين اللاسلطويين التزامهم بالمُثل الشيوعية ووصولها عاجلاً وليس آجلاً، بعد الثورة.
وبالمثل، ظهر جدل حاد في الولايات المتحدة في الوقت نفسه بين اللاسلطويين الفرديين واللاسلطويين الشيوعيين. صنّف اللاسلطويون مثل فولتارين دو كلير أنفسهم ببساطة «لاسلطويين»، ونادوا مثل مالاتيستا باسم «لاسلطوية خالية من الألقاب»، لأنه في غياب الحكومة، يمكن اختبار العديد من التجارب المختلفة في أماكن مختلفة من أجل تحديد التشكيل الأنسب». سعت فولتارين إلى التوفيق بين المدارس المختلفة وقالت في مقالتها بعنوان اللاسلطوية: «لا يوجد شيء مخالف للّاسلطوية في أي من [هذه الأنظمة] حتى يدخل عنصر الإكراه ويلزم الأشخاص غير الراغبين في البقاء في مجتمع لا يوافقون على ترتيباته الاقتصادية. (عندما أقول «لا يوافقون على» لا أقصد أن لديهم مجرد نفور منه ... أعني اختلافات خطيرة والتي في رأيهم تهدد حرياتهم الأساسية ...) ... لذلك أقترح اختيار كل مجموعة من الأشخاص الذين تتفاعل اجتماعيًا بكل حرية أي نظام من الأنظمة المقترحة، ويكونون بذلك لاسلطويين متعمقين حالهم حال أولئك الذين يختارون نظامًا آخر».

### أوكرانيا وروسيا
كان فولين كاتبًا غزير الإنتاج ومفكرًا لاسلطويًا لعب دورًا مهمًا في تنظيم وقيادة النابات. كان اتحاد النابات للمنظمات اللاسلطوية، والمعروف باسم النابات (atабат)، منظمة لاسلطوية برزت في أوكرانيا خلال الأعوام 1918 إلى 1920. يُشار أحيانًا إلى المنطقة التي تمتّعت المنظمة فيها بأكبر تأثير باسم الإقليم الحر، على الرغم من امتلاك النابات فروعًا في جميع المدن الرئيسية في جنوب أوكرانيا.
كُلّف فولين بكتابة برنامج عمل للنابات يمكن لجميع الفروع الرئيسية للّاسلطوية قبوله، وبشكل خاص النقابية اللاسلطوية، واللاسلطوية الجماعية، واللاسلطوية الشيوعية، واللاسلطوية الفردية. لم يُقرّ فعليًا برنامج عمل موحد للنابات، ومع ذلك، استخدم فولين ما كتبه والإلهام المستمد من النابات لإنشاء تركيبته اللاسلطوية. تضمن برنامج العمل المقترح للنابات الجملة التالية التي تنبأت باللاسلطوية التركيبية: «تُعتبر هذه العناصر الثلاثة (النقابية والشيوعية والفردية) ثلاثة جوانب من عملية واحدة، ألا وهي بناء منظمة الطبقة العاملة (النقابية)، وبناء المجتمع اللاسلطوي الشيوعي الذي لا يُعتبر أكثر من مجرد ضرورة لوجود القاعدة المادية للاكتمال التام للفرد الحر».
ينشأ الجدال حول اللاسلطوية التركيبية في سياق النقاش حول برنامج العمل التنظيمي للشيوعيين التحرريين، الذي كتبته مجموعة دييلو ترودا المؤلفة من المنفيين الروس في عام 1926. اجتذب برنامج العمل انتقادات العديد من قطاعات الحركة اللاسلطوية في ذلك الوقت، إذ تضمنت عددًا من اللاسلطويين الأكثر تأثيرًا مثل فولين وإريكو مالاتيستا ولويجي فابري وكاميلو بيرنيري وماكس نيتلو وألكسندر بيركمان وإيما غولدمان وغريغوري ماكسيموف. كتب فولين مع مولي شتايمر، وسينيا فليشين وآخرين ردًّا يوضحون فيه أن «يهدف الحفاظ على فكرة اقتصار اللاسلطوية على كونها نظرية للطبقات إلى حصرها في وجهة نظر واحدة. إن اللاسلطوية أكثر تعقيدًا وتعددية، مثل الحياة نفسها. يحتلّ عنصرها الطبقي المقام الأول قبل جميع وسائل القتال الهادفة للتحرير؛ طابعه الإنساني هو جانبه الأخلاقي، وأساس المجتمع؛ النزعة الفردية فيه التي تشكل هدف البشرية».

### رد التركيبيين العالميين على برنامج عمل دييلو ترودا
شَكّل نصّان كان قد تمّت صياغتهما كردود على برنامج العمل، إذ يقترح كل منهما نموذجًا تنظيميًا مختلفًا، الأساس لما يعرف باسم تنظيم التركيبية، أو ببساطة «التركيبية». نشر فولين في عام 1924 عريضة تدعو إلى «التركيب اللاسلطوي»، وتحدّث أيضًا في المقال الذي كتبه حول الموسوعة اللاسلطوية لكاتبها سيباستيان فور عن نفس الموضوع. اعتُبر الهدف الرئيسي وراء التركيبية هو إنشاء منظمة قادرة على احتواء اللاسلطويين التابعين للتوجهات الثلاثة المتمثلة في اللاسلطوية الشيوعية، واللاسلطوية النقابية، واللاسلطوية الفردية، إذ قسمت هذه التوجهات الثلاثة انتماء اللاسلطويين في معظم البلدان.
أراد البرنامجيون نشر أفكارهم من خلال تنظيم كونغرس دولي للاسلطوية في 12 فبراير 1927. نجحت مجموعة دييلو ترودا بعد ذلك بوقت قصير في المؤتمر الوطني للاتحاد اللاسلطوي الفرنسي (UAF)، في زيادة شعبية برنامجها وبالتالي تغيير اسم الاتحاد اللاسلطوي الفرنسي إلى الاتحاد الثوري اللاسلطوي الشيوعي (UACR). قاد سيباستيان فور فصيلًا داخل الاتحاد الثوري اللاسلطوي الشيوعي، إذ قرّر الفصيل إخراج نفسه من هذه المنظمة وتشكيل جمعية اللاسلطويين الفيدراليين (AFA) بمعزل عن المنظمة، لاعتقادهم أن برنامج العمل التابع لدييلو ترودا يهدد الأفكار اللاسلطوية التقليدية. كشف فور بعد ذلك بوقت قصير في كتابه بعنوان التركيبة اللاسلطوية، عن وجهة نظر مفادها أن «هذه التيارات لم تكن متناقضة بل مكملة لبعضها البعض»، ولكل منها دور داخل اللاسلطوية: النقابية اللاسلطوية باعتبارها قوة المنظمات الجماهيرية وأفضل طريقة لممارسة اللاسلطوية؛ والشيوعية التحررية كمجتمع مستقبلي مقترح قائم على توزيع ثمار العمل وفقًا لاحتياجات كل فرد؛ واللاسلطوية الفردية كإلغاء للقمع وتأكيد الحق الفردي في تنمية نفسه، والسعي لإرضاء الأفراد بكل الطرق الممكنة.